# Jürgen Westphal (Musiker)
Jürgen Westphal (* 17. Januar 1955 in Fröndenberg/Ruhr) ist ein US-amerikanischer Sänger, Musikproduzent und Verleger.

## Leben
Jürgen Westphal absolvierte zunächst  eine kaufmännische Ausbildung. Er begann seine musikalische Karriere in den 1970er Jahren als Interpret von Schlagertiteln, welchen kein großer Erfolg beschieden war. 
1987 gründete er ein eigenes Label und einen Musikverlag, den er bis 2007 in Berlin betrieb. Der Verlag produzierte unter anderem Lys Assia, Anna-Lena, Bert Beel, Siw Malmkvist, Nina Lizell, Ann & Andy, Tina Rainford, Anne Karin, Gaby Rückert, Patrizius, Nina und Mike, Graham Bonney, Klaus Beyer, Michael Karp, Julia Dalih, Bella Vista, Ulli Schwinge, Gaby Berger, Elfi Graf, Steffi und Bert und Ray Miller.
Mitte der 1990er Jahre nahm er ein Gesangsduett mit Angie van Burg, der Tochter des niederländischen Showmasters Lou van Burg,  eine deutsche Coverversion des von Joe South verfassten Titels Games people play (Gesellschaftsspiele) auf. Dieser Titel wurde ein Airplayerfolg. Eine Coverversion von Je t’aime mon amour folgte ebenfalls im Duett mit Angie van Burg. 2006 erschien eine deutsche Version von Sexy Eyes mit einem Text von Gregor Rottschalk, der bereits 1991 den Titel Cafe Tropical mit Joachim Heider als Komponist mit Jürgen Westphal produziert hatte. 
Regelmäßig arbeitete er als Radiomoderator bei Radio VHR. Er verfasste die Biografie „Tina Rainford. Wenn Sterne fallen“ und schreibt Liedtexte für Lys Assia und andere Interpreten.
2010 nahm er weitere Titel mit seiner Duettpartnerin Angie van Burg auf, unter anderem Liebe kommt, Liebe geht, eine deutsche Version des Hits Freedom come, Freedom go, und trat damit wieder regelmäßig live auf Mallorca und in Deutschland auf. 2014 nahm das Duo eine Version des Ding Dong Songs auf; der Titel erschien in englischer, deutscher, französischer und spanischer Sprache. Für die international angelegten Titel wählten sie den Namen van Burg project feat. Jay West. 2016 erschien eine Neuaufnahme des Titels Je t'aime moi non plus in französischer Sprache.
2017 zog Jürgen Westphal in die USA und lebt in Rochester, New York. Dort verwaltet er seine Copyrights und schreibt weiterhin Texte und veröffentlicht mit seinem Projekt neue Songs. Im September 2018 gründete er in USA den Musikverlag ONTARIO music & publishing LLC mit Sitz in Rochester, NY, Monroe County.
Unter dem Pseudonym „Jack Ontario Soundorchestra“ arrangiert und produziert er internationale Evergreens und Charterfolge in einer instrumentalen Version sowie als Karaokeversion.